# 気象通報式
気象通報式（きしょうつうほうしき）とは、観測点の気象状況を記号化して表現したデータである。各気象観測点における気象観測点の状況を、国際的に通報する場合に利用される。

## 種類
通報式には用途に応じていくつかの種類がある。
- 広範利用が可能な資料
  - 地上（陸上、洋上、陸上移動）観測
  - 高層（ソンデ、ウィンドプロファイラーなど）観測
  - 航空機観測
  - 衛星観測
  - 海洋観測
  - 放射能観測
  - 各種予報
  - 格子点資料（俗にGPVと呼ばれる資料）
  - 月平均値（月平均気候資料）
  - 地震観測資料 (SEISMO)
  - バイナリー資料（GPVのバイナリー定型化資料　GRIB, 観測など要素バイナリー情報　BUFR)
  - 要素配列文字情報　CREX

各地点で観測された気象情報は、気象データをやり取りするネットワークで、各国気象機関（航空・海運・民間気象会社等）に流される。
気象通報は、定時に通報される、定時通報観測の他に、臨時通報観測、自動通報観測がある。定時観測は通常3時間間隔だが、観測所によっては回数が少ないところもある。

## 国際気象通報式
国際気象通報式は、WMOが定める通報コード及び、ICAO、IAEA、IMOなどが定める通報コードがある。基本的には気象データをやり取りするが、原子力関係の事故に関する放射能関係の情報を通知する電文もある。気象通報式の末尾は1地点ごとに二重線（＝）を付加する。ただし、CREXに関しては（＋）を用いる。
日時表記：協定世界時（UTC  Coordinated Universal Time)を使用する。日本では、国内向けの一部を除き、UTCによって作成される。　

### 地上実況気象通報式 (SYNOP)
地上実況気象通報式は、地上の実況を報告する電文である。形式は以下のとおり。
地点名 降水状況 雲と風 温度 露点温度 気圧 海面気圧 気圧変化 降水量 天気 雲の状況
例:
AAXX 01004
47401 04060 80301 10106 20081 30200 40196 56001 60012 71082 887//
333 20039 4/012 70055=
本体の前にはヘッダが付く
AAXX = 地上実況
01004 = 観測日 (01), 観測時刻 (00), 風速識別 (4)　日時は全て協定世界時 (UTC) を用いる。
風速識別　0,1 = m/s  3,4 = ノット
各項目の意味は以下のとおり
地点名:2桁のブロック番号+3桁の地点番号
降水状況:
1桁目:項目があるとき (0-2) / ないとき (3-4)
2桁目:有人観測所 (1-3) / 無人観測所 (4-7)
3桁目:最低の雲の雲底の高度階級
4-5桁目:水平視程
雲と風
1桁目:全雲量
2-3桁目:10度単位の風向
4-5桁目:風速（ノット）
温度
1桁目:1固定
2桁目:温度の正負（0で正又は0/1で負）
3-5桁目:0.1度単位の温度
露点温度
1桁目:2固定
2桁目:温度の正負(0で正又は0/1で負)
3-5桁目:0.1度単位の温度
気圧
1桁目:3固定
2-5桁目:0.1ヘクトパスカル単位の気圧
海面気圧
1桁目:4固定
2-5桁目:0.1ヘクトパスカル単位の気圧
気圧変化
1桁目:5固定
2桁目:3時間前との変化（0-3:より高い/4:同じ/5-8:より低い）
3-5桁目:ヘクトパスカル単位の変化量
降水量
1桁目:6固定
2-4桁目:1mm単位の降水量 990-999の時のみ、0.1-0.9mmまでを表す。
5桁目:観測何時間前かの指定（日本では1（6時間）、2（12時間））を用いる。
なお、0の場合に限って、時間特定ができない（WMOでは使用しないこととされているが、ロシアが使用するケースが多い）。
天気（有人観測用と自動観測用とはコード符号化の定義が変わるので注意）
1桁目:7固定
2-3桁目:現在の天気
4-5桁目:過去の天気
雲の状況
1桁目:8固定
2桁目:雲の量
3桁目:低層の雲のタイプ
4桁目:中層の雲のタイプ
5桁目:高層の雲のタイプ
333 地域交換識別（殆ど全球交換の対象）
0群（現在は中国のみ使用）
1群 1で始まる群　最高気温（地域によってスパンが変わる）
2群 2で始まる群  最低気温
4群 4で始まる群　積雪深（単位cm）
日本では左から２桁目は常に／　ここは積雪状態を示す群であり、符号定義がある。
7群 7で始まる群　24時間降水量（単位：*0.1mm）
en:SYNOP (英語版のSYNOPのページ)

### 海上実況気象通報式 (SHIP)
海上実況気象通報式は、海上で船舶が行なう気象観測の結果を通報するものである。基本的なフォーマットは地上実況気象通報式 (SYNOP) と同一であるが、観測地点の位置情報が付加されている。形式は以下のとおり。
緯度 経度 雲と風 温度 気圧 気圧変化 降水量 天気 雲の状況
例:
99LLL Qoooo 80301 10106 30200 56001 60012 71082 887//=
本体の前にはヘッダが付く
各項目の意味は以下のとおり
緯度
1-2桁目:99固定
3-5桁目:0.1度単位の緯度
経度
1桁目:Q固定
2-5桁目:0.1度単位の経度
残りの形式はSYNOPと同一である。

### 定時飛行場実況気象通報式 (METAR)
METARおよびSPECIは、航空分野で利用することを主眼としており、基本形式はICAOが定め、国際交換用のコード化をWMOが策定する。パイロット、管制官をはじめ航空関係者にとっては重要情報源となる通報式である。各飛行場での定時の現況を報告するために用いられる。実際の判断には、これだけの情報では足りない。
形式は以下の通りである。
測定基準・しきい値などで通報する国により、異なる場合があるので使用時は注意のこと。
METAR 地点名（ICAO地点略号） 観測時刻 風 卓越視程 現在天気 雲 気温と露点温度 高度計規正値 過去天気 低層ウインドシヤー情報 記事
例：
METAR RJAA 061200Z 02020G35KT 3500 TSRA BR FEW003 BKN015 BKN020 SCT020CB 18/17
Q1001 WS ALL RWY TEMPO 2000 +TSRA BR RMK(*****)=
※報じられる時刻は、全て協定世界時 (UTC) である。
(*****) は国内での通報規定による通報群、略語文が入る。国外にはこの事項は発信されない。
各項目の詳細は以下の通り
地点名
ICAOの国際4文字地点番号
観測時刻
1-2桁目 観測日
3-4桁目 観測時間（時）
5-6桁目 観測時間（分）
7桁目 Z固定
風
1-3桁目 風向（真方位で10度単位）
4-5桁目 10分間平均風速
6桁目 G固定（平均風速を10ノット以上上回るガスト観測時のみ）
7-8桁目 最大瞬間風速（6桁目と同じ）
卓越視程
現在天気
雲
気温と露点温度
高度計規正値（QNH）
過去天気
低層ウインドシヤー情報
記事
詳細規則：
Annex III  Meteorological Service for International Air-Navigation. (ICAO Doc. AN-3)
Manual on codes volume I-1 (WMO-No.306)
en:METAR (英語版のMETARのページ)
- スービックベイ国際空港の定時航空気象(METAR)

### SPECI（特別飛行場実況気象通報式）
気象現象に一定以上の変化があった場合等に出される。形式はMETARと同じである。但し、最初のフィールドがSPECIになる。

## 国内気象通報式
国内気象通報式は、文字通り国内向けの通報式で、日本では「国内気象通報式」としてコードが刊行物として公表されている。
国内通報式を国外に公表する場合（特定の機関に対して）、WMO刊行物に登録し、告知しなければならない。

## 航空気象通報式
航空気象通報式とは、各飛行場での気象観測状況をデータ化するときに使われる形式である。主な通報式として、定時飛行場実況気象通報式 (METAR)、特別飛行場実況気象通報式 (SPECI) 等がある。これ以外に、航空機からの観測で用いられるAIREP、AMDAR、予報を報じるTAF、ARFOR、ROFORがある。

### METAR/SPECI
定時観測の気象通報式をMETAR、天候の悪化または好天により気象状態がしきい値を超えた際などに行われる特別観測の気象通報式をSPECIという。
すべての空港においてMETAR/SPECIが通報されるわけではなく、後述のSCANしか報じられない空港や、何も報じられない空港もある。
METAR/SPECIには基本的な気象実況の他に、航空機の離着陸に必要な情報が付加できる。
METARの発表時間は国により異なる。

日本の場合、基本的に毎時00分であるが、東京国際空港・成田国際空港・関西国際空港・中部国際空港・新千歳空港・福岡空港・那覇空港は毎時30分にも発表される。

SPECIの通報しきい値は定期便や国際線の有無により異なることもある。
METAR/SPECIが通報される空港や、その時間・運用状況等はAIP(Aeronautical Information Publication)に記載されている。

### TAF（運航用飛行場予報気象通報式）
一般に「TAF（タフ）」と呼ばれ、日本の場合、長距離・短距離飛行用飛行場予報の通報に用いられる。飛行場相互間の予報を交換するための国際気象通報式 (FM-51 TAF) に沿って、日本の航空気象官署が予報を通報する際に用いる。
2008年11月5日以降は、予報期間が最大30時間まで拡張され、通報用のコードが一部改正された。日本および東南アジア地域では、有効期間12時間までのTAFは相次いで廃止され、一通のTAFに統一された。

日本では、有効期間9時間までのTAF-Sと、9時間から27時間までのTAF-Lに分かれていたが、有効期間27時間までの通報式に統一された。さらに2013年10月17日より有効期間は30時間となった。
予報の有効期間は、地域や当該国によって異なる。アジア地域では27時間、ヨーロッパでは24-30時間など、予報期間が必ずしも日本と同じではない。発表時間も日本の場合、00時・06時・12時・18時UTCの6時間毎4回であるが、国により6時間毎だったり、3時間毎だったりと異なっている。
- TAFは、予報の対象とする空港が予め決められている。これは、基本的に国際線を前提としているためで、日本ではAIP(Aeronautical Information Publication)で報じる飛行場が定められている。同様に、地域航空協定などでも提示されて初めて、国際航空固定通信網を通じて配信される。従って、すべての空港にTAFが存在するわけではない。
- 香港国際空港の飛行用飛行場予報(TAF)

### TREND（着陸用飛行場予報気象通報式）
一般にTREND（トレンド）報と呼ばれ、METAR報に付加して通報される。日本の空港では、TREND報は成田国際空港及び東京国際空港、関西国際空港、中部国際空港、福岡空港のMETAR報に付加されている。予報なので実質TAFと似ているが、有効時間が２時間と短い。

### VOLMET（ボルメット放送用飛行場予報気象通報式）
日本国内の名称で、VOLMET報と呼ぶ。地域航空計画に基づき、太平洋地区を飛行中の航空機の航行の安全を図る目的で、日本の主要空港及び韓国（インチョン国際空港）の飛行場の定時飛行場実況気象報、及び成田・関西の飛行場予報、SIGMET（空域悪天情報）を無線で通報する。
地域により異なるが、30分ごとに5分間で放送される。
飛行場予報は、現行の9時間先までの予報から、27時間先までの予報に変更される。このため、放送編成の一部で変更が生じる場合がある。

### SCAN（航空気象観測所実況気象通報式）
日本国内でのみ使用する通報式。気象庁の観測所ではなく、委託観測を行っている飛行場で報じられる形式である。コードの配列はMETAR/SPECIと同じ。国際交換の対象にならない。METAR/SPECIが報じられない、主に便数の少ない空港で用いられる。

### ROFOR（航空路予報気象通報式）
航空路の予報を報じる通報式。日本及び周辺国では、平文または、通報式と平文混合形態で通報される。
なお、通報コードの形態が空域予報(ARFOR)と一部を除いて共通であることから、2009年または2010年に技術規則が改正され、METAR/SPECIのような形で統合される。
日本の近隣では、イランなどアラビア半島地域で使用されている。

### CODAR（機上実況気象通報式）
この通報式は日本で使用していない。国外では使用しても国内向けになる。ICAO刊行物　Doc.4444にあるAIREP、および衛星等を経由して報じるAMDARが多用される。